# Distretto di Aurangabad (Maharashtra)
Il distretto di Aurangabad è un distretto del Maharashtra, in India, di 2 920 548 abitanti. È situato nella divisione di Aurangabad e il suo capoluogo è Aurangabad.

## Città e luoghi di interesse
- Aurangabad
- Daulatabad
- Gangapur
- Khuldabad